# Dno (film)
Dno – polski film krótkometrażowy w reżyserii Krzysztofa Gradowskiego z 1976 roku.

## Opis
Film przedstawia futurystyczną wizję głębin morskich z wyniszczoną fauną i florą na skutek prowadzonej przez człowieka rabunkowej eksploatacji